# Гапішківка
Гапі́шківка —  село в Україні, у Сосницькій селищній громаді Корюківського району Чернігівської області. Населення становить 10 осіб. До 2017 орган місцевого самоврядування — Загребельська сільська рада.

## Історія
Назва хутора за р. Убідь від власного жіночого імені Гапа (Агапії). На початку 18 ст. 7 дворів. За переписом 1897 р. — 67 дворів, 247 жителів. Нині 9 господарств у складі Загребельної слободи.
12 червня 2020 року, відповідно до розпорядження Кабінету Міністрів України № 730-р «Про визначення адміністративних центрів та затвердження територій територіальних громад Чернігівської області», увійшло до складу Сосницької селищної громади.
19 липня 2020 року, в результаті адміністративно-територіальної реформи та ліквідації Сосницького району, увійшло до складу Корюківського району Чернігівської області.

## Уродженці
Опанас Шафонський (1740-1811 Гапішківка) — учений, економіст, лікар. Автор опису Чернігівського намісництва. 